# Xia Li
Zhao Xia (chinois simplifié : 赵夏 ; chinois traditionnel : 趙夏 ; pinyin : Zhào Xià (née le 28 juillet 1988 à Chongqing) est une catcheuse (lutteuse professionnelle) chinoise. Elle travaille actuellement à la Total Nonstop Action Wrestling sous le nom Léi Yǐng Lee.

## Jeunesse
Avant de devenir catcheuse, Zhao Xia pratique les arts-martiaux et le body-fitness en Chine. Elle remporte notamment le championnat du monde de wushu traditionnel en 2006 ainsi que le Nike Challenge,,.

## Carrière de catcheuse

### World Wrestling Entertainment(2016-2024)

#### Participations au tournoiMae Young Classic(2016–2018)
Le 8 septembre 2016, la World Wrestling Entertainment (WWE) annonce la signature de Zhao Xia. Elle part en Floride apprendre le catch au WWE Performance Center en janvier 2017.
Le 11 juillet de cette même année, la WWE annonce qu'elle va participer au tournoi Mae Young Classic sous le nom de Xia Li. Elle se fait éliminer dès le premier tour par Mercedes Martinez le 28 août.
Le 3 août 2018, la WWE annonce que Li va participer à l'édition 2018 du Mae Young Classic. Le 19 septembre, elle élimine Karen Q au premier tour. Elle se fait éliminer au tour suivant par Deonna Purrazzo le 10 octobre. Entre 2017 et 2018, Li n'apparaît que lors d'événements non-télévisés de NXT.

#### NXT(2019−2021)
Le 27 janvier 2019 au Royal Rumble, elle fait sa première apparition dans le roster principal en entrant dans le Royal Rumble féminin en 11e position, mais se fait éliminer par Charlotte Flair,. Le 20 février à NXT, elle fait ses débuts en perdant face à Mia Yim. Le 1er mai à NXT, elle remporte son premier match en battant Rachel Evers.
Le 26 janvier 2020 au Royal Rumble, elle entre dans le Royal Rumble féminin en 24e position, mais se fait éliminer par Shayna Baszler,.
Le 7 octobre à NXT, elle perd face à Shotzi Blackheart. Après le combat, elle est approchée par Boa, qui fait son retour après 11 mois d'absence, à la suite d'une blessure à l'épaule. Ce dernier lui donne une lettre et elle part avec lui. Le 21 octobre à NXT, elle perd face à Kacy Catanzaro. Après le match, elle effectue un Heel Turn, pour la première fois de sa carrière, en attaquant son adversaire et Nash Carter.
Le 13 juin 2021 à NXT TakeOver: In Your House, elle bat Mercedes Martinez. À la fin du match, elle tente d'attaquer cette dernière, mais se fait contrer en encaissant plusieurs coups de chaise.

#### SmackDown(2021-2023)
Le 10 décembre à SmackDown, elle fait ses débuts dans le show bleu en tant que Face, en venant en aide à Naomi, encerclée par Natalya, Shayna Baszler et Sonya Deville.
Le 25 février 2022 à SmackDown, elle dispute son premier match en battant Natalya.
Le 22 avril à SmackDown, elle effectue un Heel Turn dans une promo où elle annonce se protéger elle-même uniquement, car personne n'est digne de sa protection.
Le 28 janvier 2023 au Royal Rumble, elle entre dans le Royal Rumble match féminin en 14e position, mais se fait éliminer par Zelina Vega.

#### Rawet départ (2023-2024)
Le 1er mai à Raw Talk, lors du Draft, elle est annoncée être officiellement transférée au show rouge.
Le 30 octobre à Raw, elle dispute son premier match en battant Candice LeRae par décision de l'arbitre.